# チャーチルアームズ

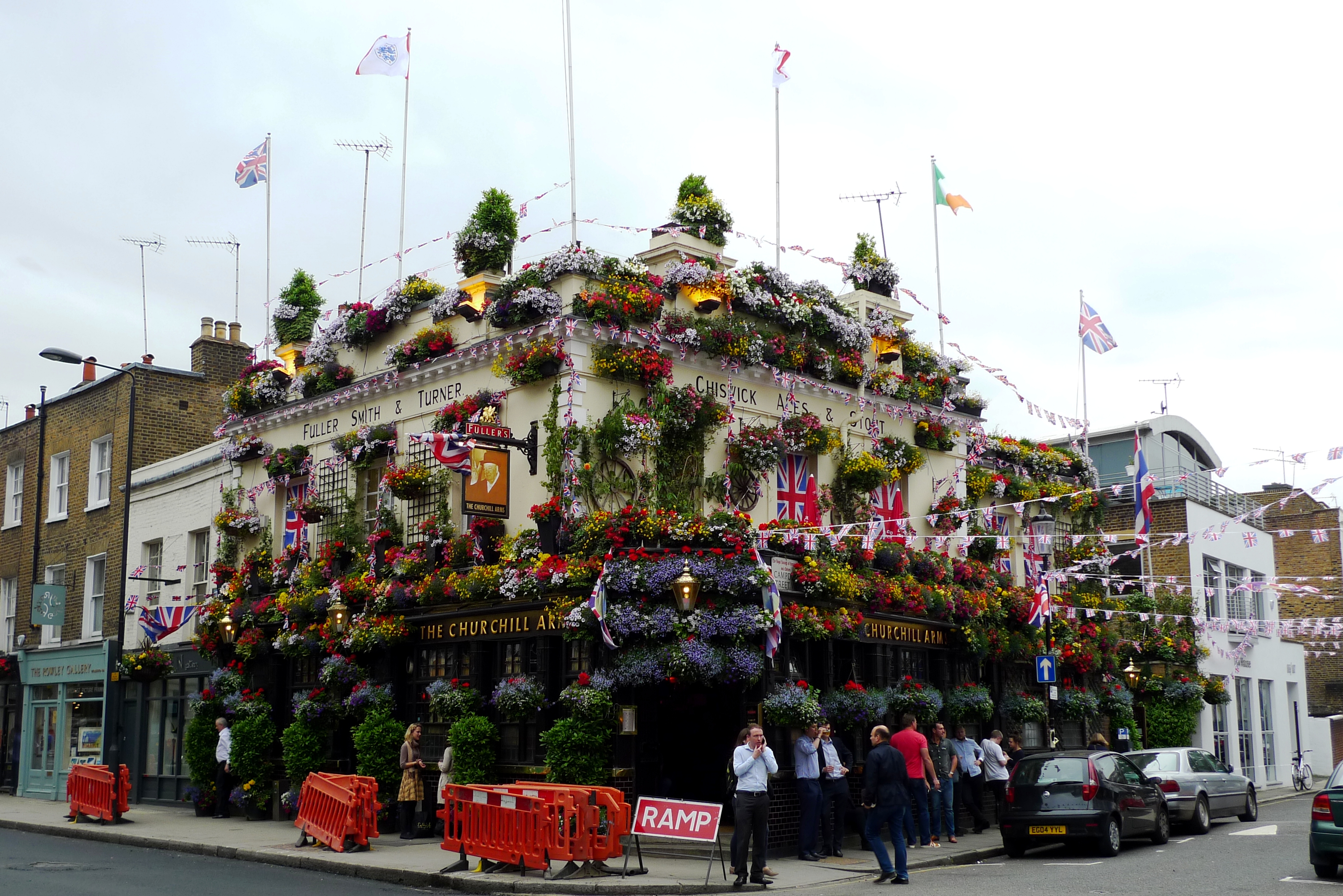
チャーチル・アームズ 2012.6月

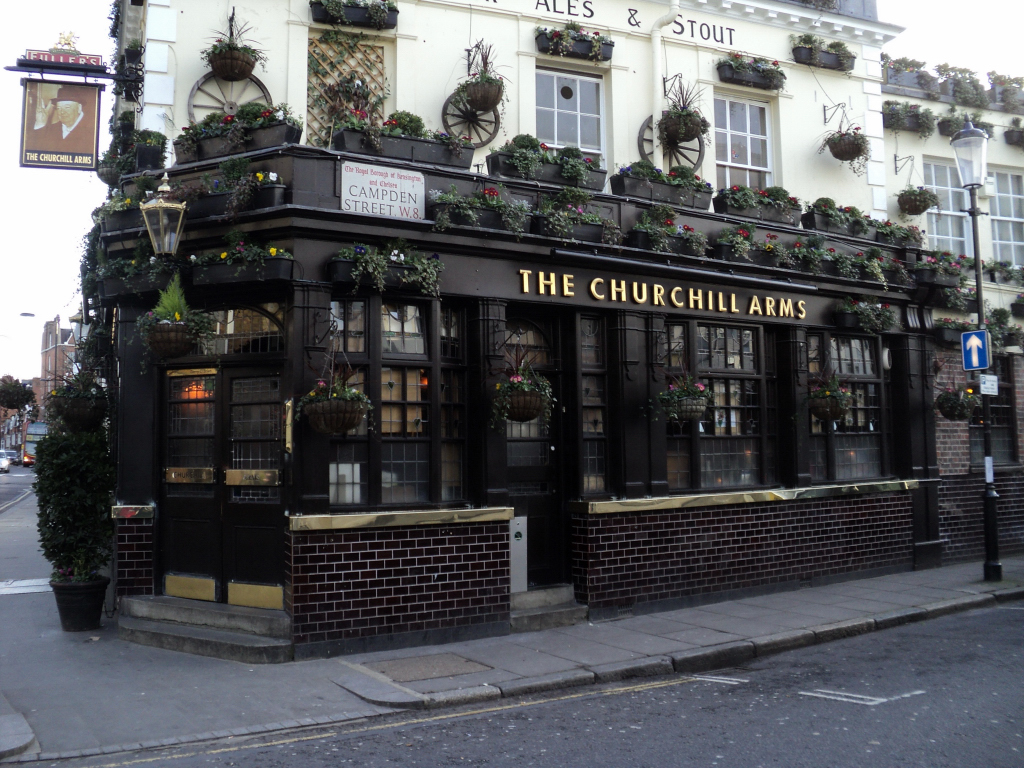
カムデン通り側から見たチャーチル・アームズ

チャーチル・アームズ(The Churchill Arms)は、ロンドン、ノッティングヒルのケンジントン・チャーチストリート119とカムデンストリートの角にあるパブ(public house)である。この敷地には、少なくとも19世紀後半からパブが存在していた。
以前は「Church-on-the-Hill」の名で知られていたこのパブは、第二次世界大戦後に現在の名前が付けられた。
あふれんばかりの花のディスプレイと、冬の贅沢なクリスマスのディスプレイで知られており、ロンドンで最もカラフルなパブと言われている。
チャーチルアームズは、フラーズ醸造所によって経営されており、ウィンストン・チャーチルにちなんだ内装をテーマにしている。チャーチルアームズは、1990年代初頭、もしくは以前からタイ料理を提供してきた、ロンドンで最初のパブだったと主張している。タイ料理店は、通常、生花や植物で飾られているものだが、このパブは、ウィンストン・チャーチルにちなんだありとあらゆるもので飾り立てられており、チャーチルがこの会場からラジオの戦時放送を行ったと間違った主張をしている チャーチルの祖父母である第7代マールバラ公爵ジョン・ウィンストン・スペンサー＝チャーチルとフランシス・アン・エミリー・ベーン夫人は、19世紀のここのパブの常連客であった。